# Perasdorf
Perasdorf är en kommun och ort i Landkreis Straubing-Bogen i Regierungsbezirk Niederbayern i förbundslandet Bayern i Tyskland.
Kommunen ingår i kommunalförbundet Schwarzach tillsammans med köpingen Schwarzach och kommunerna Mariaposching och Niederwinkling.